# Distretto di Rétság
Il distretto di Rétság (in ungherese Rétsági járás) è un distretto dell'Ungheria, situato nella provincia di Nógrád.